# Alberto Fernández de la Puebla
Pour les articles homonymes, voir Alberto Fernández, Fernández, Puebla et Ramos.
Alberto Fernández de la Puebla Ramos, né le 17 septembre 1984 à Madrid, est un coureur cycliste espagnol. 

## Biographie
Le 5 novembre 2009, il est suspendu provisoirement à la suite d'un contrôle antidopage positif à l'EPO effectué le 15 octobre à son domicile. En mai 2010, il est suspendu deux années et doit s'acquitter d'une amende de 42 000 euros.

## Palmarès

### Palmarès amateur
- 2004
  - 2e de l'Ereñoko Udala Sari Nagusia
  - 3e du Laukizko Udala Saria
- 2005
  - Subida a Gorla

### Palmarès professionnel
- 2007
  - 3e étape du Tour des Asturies
  - 1re étape de la Bicyclette basque
  - 2e du Tour des Asturies
  - 3e du Trofeo Pollença
  - 3e de la Clásica de Alcobendas

## Résultats sur les grands tours

### Tour d'Italie
1 participation
- 2009 : 165e